# Ambasciatore d'Italia in Egitto
L'ambasciatore d'Italia in Egitto  è il capo della missione diplomatica della Repubblica Italiana nel Egitto.
L'ambasciatore in Egitto ha sede a Il Cairo nel Garden City, quartiere storico della capitale, ed è stata costruita nel 1929 come sede dell'allora Legazione del Regno d'Italia, in prossimità della riva est del Nilo.
Insieme con il nostro Consolato, che ha sede al Bulacco, è tra le Rappresentanze più antiche al Cairo.
La palazzina che ospita gli uffici della Rappresentanza è anche sede della residenza dell'ambasciatore.

## Lista degli ambasciatori
Quella che segue è una lista dei capi missione italiani in Egitto.
| Nomina         | Titolo       | Capo missione                        | Nominato dal governo   | Accreditato da       | Note  |
| -------------- | ------------ | ------------------------------------ | ---------------------- | -------------------- | ----- |
| 1914-1916      |              | Attilio Serra                        | Antonio Salandra       | Ḥusayn Kāmil         |       |
| 1916-1922      |              | Lazzaro Negrotto Cambiaso            | Paolo Boselli          | Ḥusayn Kāmil         |       |
| 1922-1923      |              | Luigi Aldovrandi Marescotti          | Governo Mussolini      | Fu'ad I              |       |
| 1924-1926      |              | Carlo Caccia Dominioni di Sillavengo | Governo Mussolini      | Fu'ad I              |       |
| 1926-1930      |              | Gaetano Paternò di Manchi di Bilici  | Governo Mussolini      | Fu'ad I              |       |
| 1930-1932      |              | Roberto Cantalupo                    | Governo Mussolini      | Fu'ad I              |       |
| 1933 -1935     |              | Emilio Pagliano                      | Governo Mussolini      | Fu'ad I              |       |
| 1935 - 1938    |              | Pellegrino Ghigi                     | Governo Mussolini      | Fu'ad I              |       |
| 1938-1940      |              | Serafino Mazzolini                   | Governo Mussolini      | Faruq I              |       |
| 1945- 1947     | Ambasciatore | Giovanni de Astis                    | Governo Parri          | Faruq I              |       |
| 1947-1950      | Ambasciatore | Cristoforo Fracassi Ratti Mentone    | Governo De Gasperi III | Faruq I              |       |
| 1950-1951      | Ambasciatore | Renato Prunas                        | Governo De Gasperi VI  | Faruq I              |       |
| 1953- 1955     | Ambasciatore | Pasquale Iannelli                    | Governo Pella          | Muhammad Naguib      |       |
| 1955- 1961     | Ambasciatore | Giovanni Fornari                     | Governo Segni I        | Gamal Abdel Nasser   |       |
| 1961-1965      | Ambasciatore | Massimo Magistrati                   | Governo Tambroni       | Gamal Abdel Nasser   |       |
| 1965-1966      | Ambasciatore | Gian Vincenzo Soro                   | Governo Moro II        | Gamal Abdel Nasser   |       |
| 1967-1969      | Ambasciatore | Felice Catalano di Melilli           | Governo Moro III       | Gamal Abdel Nasser   |       |
| 1969-1973      | Ambasciatore | Eugenio Plaja                        | Governo Rumor I        | Gamal Abdel Nasser   |       |
| 1974-1980      | Ambasciatore | Gian Luigi Milesi Ferretti           | Governo Rumor V        | Anwar al-Sadat       |       |
| 1980-1985      | Ambasciatore | Elio Giuffrida                       | Governo Cossiga I      | Anwar al-Sadat       |       |
| 1985-1988      | Ambasciatore | Giovanni Migliuolo                   | Governo Craxi I        | Hosni Mubarak        |       |
| 1988-1993      | Ambasciatore | Patrizio Schmidlin                   | Governo De Mita        | Hosni Mubarak        |       |
| 1993-1996      | Ambasciatore | Alberto Leoncini Bartoli             | Governo Ciampi         | Hosni Mubarak        |       |
| 1996-2001      | Ambasciatore | Francesco Aloisi de Lardarel         | Governo Prodi I        | Hosni Mubarak        |       |
| 2001-2003      | Ambasciatore | Mario Sica                           | Governo Prodi I        | Hosni Mubarak        |       |
| 2003-2007      | Ambasciatore | Antonio Badini                       | Governo Berlusconi II  | Hosni Mubarak        |       |
| 2007-2012      | Ambasciatore | Claudio Pacifico                     | Governo Prodi II       | Hosni Mubarak        |       |
| 2013-2016      | Ambasciatore | Maurizio Massari                     | Governo Letta          | Abdel Fattah al-Sisi | [ 1 ] |
| 2017-in carica | Ambasciatore | Giampaolo Cantini                    | Governo Gentiloni      | Abdel Fattah al-Sisi | [ 2 ] |

## Altre sedi diplomatiche d'Italia in Egitto
Oltre l'ambasciata a Il Cairo, esiste un'estesa rete consolare della repubblica italiana nel territorio egiziano:
| Tipologia                        | Sede                 | Note                                     |
| -------------------------------- | -------------------- | ---------------------------------------- |
| Consolato Generale d'Italia      | Il Cairo             |                                          |
| Consolato Onorario d'Italia      | Alessandria d'Egitto | dipendente dal Consolato Gen. a Il Cairo |
| Consolato Onorario d'Italia      | Sharm El Sheikh      | dipendente dal Consolato Gen. a Il Cairo |
| Vice Consolato Onorario d'Italia | Luxor                | dipendente dal Consolato Gen. a Il Cairo |
| Vice Consolato Onorario d'Italia | Hurghada             | dipendente dal Consolato Gen. a Il Cairo |